# Winga Marin
Winga Marin var ett Göteborgsbaserat aktiebolag som i huvudsak sålde och tillverkade segelbåtar. Båtarna tillverkades på Winga Marins varv i Oskarshamn, Försäljning och utställning skedde i Västra Fröunda. Winga Marin AB startades av tre personer 1963, och hade dess topp runt 1974 - 1975 då man hade ca 90 anställda som mest, momshöjningar och nedkonjunktur gjorde att bolaget gick i konkurs i början på 1980-talet. Företaget hette ursprungligen Vinga Marin men bytte senare namn till Winga Marin för att bättre anpassa sig till den internationella marknaden. Utställningshallen i Västra Frölunda invigdes 1970.

## Båtar

### Segelbåtar
Tidigare namn inom parentes
- Winga 20 (Vinga Cabin)
- Winga 25 MS (Family Four)
- Winga 29 (Olsson 29)
- Winga 31 Mix MS
- Winga 78 MS
- Winga 87 MS
- Winga 860 RC (862)

Rolf Eliasson ritade Winga 860, Winga 87 och Winga 78

### Motorbåtar
Tidigare namn inom parentes
- Winga Cabin 21
- Winga Cabin 27
- Winga 30 (Family Six)